# Пак Чивон
Пак Чивон (также Пак Чи Вон; псевдоним Ёнам; 5 марта 1737, Сеул — 10 декабря 1805, там же) — корейский учёный, философ
, писатель
, поэт, мыслитель и дипломат периода Чосон. Считается одним из наиболее значительных представителей интеллектуального движения сирхакпха. Принадлежал к «Школе прибыльного применения на благо народа», известен своими метафизическими исследованиями и жёсткой критикой современного ему общественного строя, был сторонником доктрины меркантилизма, а также одним из первых корейских писателей, начавших использовать в своих сочинениях упрощённый литературный стиль. Многие последующие деятели сирхакпхи были его учениками.

## Биография
Родился в дворянской семье, которая, однако, не была богата, а его отец не смог получить существенного продвижения на службе. Рано потерял мать и воспитывался дедом. С детства, по сообщениям, отличался хорошим здоровьем и отличной памятью. В 1752 году (в возрасте 16 лет) был обручён с дочерью богатого торговца, старший брат которой помогал ему доставать книги. С молодых лет имел склонности к изучению классических произведений китайской, корейской и японской литературы, часто читал по ночам, интересовался также математикой. С 1754 года начал страдать депрессией и бессонницей. В 1760 году умер его дед, после чего Пак Чивон остался фактически без средств к существованию; с 1765 года начал странствовать по стране, распространяя своё учение, и вскоре приобрёл множество учеников-сторонников. В 1770 году безуспешно пытался сдать государственные экзамены. В это время его оппозиционное отношение к власти особенно усилилось, и, чтобы избежать преследований, бежал в ущелье Ёнам около Кымчхона (отсюда происходит его псевдоним), где занимался изучением сельскохозяйственных наук.
В 1780 году, вернувшись в Сеул, предпринял на пять месяцев (с мая по октябрь) путешествие в Цинский Китай в составе чосонского посольства, чтобы лучше ознакомиться с его культурой и технологиями. С 1786 года с помощью родственников смог наконец поступить на государственную службу, занимая различные должности, и участвовал, в частности, в создании одних из первых корейских предприятий. Был вынужден прекратить литературную деятельность в 1792 году, когда был введён императорский указ о запрете вывоза текстов из Китая, введении строгой цензуры и восстановлении классического литературного стиля написания сочинений, однако остался на государственной службе. В 1800 году возглавил уезд Янъян, но менее года спустя вышел в отставку. В 1803 году перенёс инсульт, из-за чего правая сторона его тела была парализована. Скончался спустя два года.
Активно выступал в поддержку заимствования научных знаний и производственного опыта у Цинского Китая и европейских цивилизаций, призывал к развитию торговли с внешним миром и промышленности в стране, а также к ликвидации сословного неравенства, наделению бедных крестьян землёй и ограничению владений крупных помещиков-янбанов. Как и другие корейские учёные-представители сирхакпхи, подвергал критике паразитизм янбанов, которых обвинял в экономической и культурной отсталости Кореи, и конфуцианское учение с позиций естественных наук.
Самым ранним известным его произведением являются семь новелл, опубликованных в сборнике «Неофициальная история павильона Пангёнгак», из которых наиболее известны «Сказание о Кван Муне», «Сказание о Ё Доке», «Сказание о янбане» и «Сказание о барышниках» (написаны около 1754 года). Самым крупным сочинением Пак Чивона является «Жэхэйский дневник» (10 книг, 26 частей, писался в 80-е годы XVIII века), представляющие собой путевые записки о путешествии в Китай. В «Жэхэйский дневник» также входят написанные им сатирико-аллегорическая новелла «Брань тигра» и философско-утопическое произведение «Повесть о Хо Сэне», где мыслитель изображает идеальное, по его мнению, общество всеобщего равенства и благоденствия. Перу Пак Чивона принадлежат также философские и лирико-пейзажные стихотворения (всего сохранилось 42 стихотворения), наполненные патриотическим пафосом и верой в лучшее будущее, и литературно-критические статьи, в которых он, в частности, высказывается о важной роли литературы в воспитании общества. Собрание его произведений было выпущено в Корее в 1910 году.